# Château de Lonné
Le château de Lonné ou château de Loné est une demeure du XVIIe siècle qui se dresse sur le territoire de la commune française d'Igé, dans le département de l'Orne, en région Normandie.
Le château est partiellement inscrit aux monuments historiques.

## Localisation
Le château de Lonné est situé sur la commune d'Igé, dans le département français de l'Orne.

## Historique
Construit au milieu du XVIIe siècle (c.1635), par François de Faudoas de Sérillac et Renée de Brie, dame de Lonné, il est acquis en 1661 par le marquis de Sourches, puis en 1684 par Claude de Bullion, marquis d'Attilly.
Le château est racheté en 1800 par le comte Nicolas d'Orglandes, et entièrement restauré en 1890 par l'architecte Sanson qui conserve à ses façades leur ordonnance Louis XIII.
Les jardins sont repris en 1929 par Édouard André.

## Protection aux monuments historiques
Les façades et les toitures du château, le salon avec son décor, la bibliothèque avec son décor, la salle à manger avec son décor y compris le tableau de Balleroy Meute au repos intégré aux boiseries ; la chapelle ; les façades et les toitures de la maison du régisseur ; les façades et les toitures des bâtiments de la ferme, y compris le bâtiment des écuries-charretterie ; les façades et les toitures de la maison du jardinier et la serre attenante ; le parc, tel qu'il est délimité sur le plan annexé à l'arrêté, avec ses éléments constitutifs : murs, fossés maçonnés, calvaire ; le potager, avec ses murs intérieurs et ses murs de clôture, et le portail dit « de Chateaubriand » ; les façades et les toitures du moulin de Lonné, ainsi que son mécanisme et les façades et les toitures de la boulangerie sont inscrits au titre des monuments historiques par arrêté du 21 février 2000.